# Fiat Sedici
Fiat Sedici er en af Fiat i joint venture med Suzuki bygget kompakt SUV, som bygges på Suzukis fabrik i Ungarn. Før produktionen startede var der planlagt en årlig produktion på 60.000 biler, hvoraf de 20.000 skulle være Fiat Sedici og de 40.000 stk. Suzuki SX4. Bilen er designet af Fiat Centro Stile i samarbejde med Giorgetto Giugiaro. Navnet Sedici, på dansk seksten (16), skulle betyde fire gange fire, altså firehjulstræk.
Sedici findes ligesom sin søstermodel fra Suzuki med forhjulstræk samt med tilkobleligt firehjulstræk, hvor der med en kontakt kan vælges mellem 2WD (forhjulstræk), Auto (systemet vælger selv kraftfordeling) eller Lock (permanent firehjulstræk).
Til standardudstyret hører bl.a. ABS, bremsekraftfordeling EBD, fire airbags, manuelt klimaanlæg, elektrisk servostyring, cd-afspiller, el-ruder foran, tagræling og tågeforlygter. ESP fås kun som ekstraudstyr mod merpris.
Før introduktionen tjente Fiat Sedici under Vinter-OL 2006 som shuttlebil. I marts 2006 fik Fiat på de første 10 dage 7.000 forudbestillinger på Sedici og solgte dermed to tredjedele af de frem til slutningen af 2006 planlagte 10.000 biler.

## Facelifts

### 2009
I sommeren 2009 gennemgik Sedici et facelift. Der blev frontpartiet modificeret med nye kofangere, ny kølergrill og nye tågeforlygter. Ligesom før var basismotoren en 1,6-liters benzinmotor. Nu ydede den 88 kW (120 hk), hvilket er 9 kW (13 hk) mere end før. Den hidtidige 1,9-liters dieselmotor med 88 kW (120 hk) blev afløst af en ny 2,0-liters dieselmotor med 99 kW (135 hk).
- Fiat Sedici (2009-2012)
- Bagfra

### 2012
I starten af 2012 fulgte et yderligere facelift, som blandt andet indeholdt nydesignede sidespejle med integrerede blinklys og udvidet standardudstyr med bl.a. ESP.
Dieselmotorerne kommer fra Fiat, benzinmotorerne fra Suzuki.

## Motorer
| Model         | Cylindre | Ventiler | Slagvolume cm³ | Max. effekt kW (hk) / omdr. | Max. drejningsmoment Nm / omdr. | Topfart km/t | Byggeår     |
| ------------- | -------- | -------- | -------------- | --------------------------- | ------------------------------- | ------------ | ----------- |
| Benzinmotorer |          |          |                |                             |                                 |              |             |
| 1.6           | 4        | 16       | 1586           | 79 (107) / 5600             | 145 / 4000                      | 190          | 2006 − 2009 |
| 1.6           | 4        | 16       | 1586           | 88 (120) / 6000             | 156 / 4400                      | 190          | 2009 −      |
| Dieselmotorer |          |          |                |                             |                                 |              |             |
| 1.9 Multijet  | 4        | 8        | 1910           | 88 (120) / 3500             | 280 / 2000                      | 180          | 2006 − 2009 |
| 2.0 Multijet  | 4        | 16       | 1956           | 99 (135) / 4000             | 320 / 1500                      | 190          | 2009 −      |